# Pilsko
Pilsko  es la segunda montaña más alta, 1,557 metros, en la  cadena de Żywiec Beskids (Oravské Beskydy en Eslovaquia) cordillera situada en la frontera entre Polonia y Eslovaquia. Es un destino de senderismo en verano y un centro de esquí en invierno. El nombre Pilsko se utiliza frecuentemente no sólo para describir la cumbre principal sino también para la cadena entera. La montaña no sólo marca la frontera entre las dos naciones, también marca la Cuenca europea.
Se desconocen los orígenes del nombre de Pilsko, que podría haber sido el nombre de un propietario del siglo XVIII de los prados locales, llamado Piela. Hay varias otras teorías, el erudito A. Siemionow afirma que Pilsko es una versión distorsionada y eslovaca de la palabra Polonia. Lo que se sabe es que el nombre aparece por primera vez en documentos de 1721, en el libro "Historia Naturalis Curiosa Regni Poloniae", escrito por el reverendo Gabriel Rzaczynski (quien también fue el primer hombre reportado en escalar la montaña).
La parte superior de Pilsko es plana y está formada por piedra caliza, cubierta de hierba y pino de montaña. En el lado eslovaco hay un altar de campo, fundado por residentes de la aldea de Mutne, en Orava. Todos los años en julio, un párroco de Mutne viene aquí para un servicio. En la vertiente noreste, a lo largo del sendero turístico amarillo, hay una cruz, que conmemora a una de las primeras víctimas de la Invasión de Polonia de 1939, un cabo del cuerpo de defensa fronterizo, Franciszek Basik.
En 1967, el gobierno de Checoslovaquia creó una reserva natural en el lado eslovaco de Pilsko, con un área de 809 hectáreas. La reserva natural polaca, creada en 1971, es mucho más pequeña, ya que cubre solo 15,4 hectáreas. El pico ofrece vistas de los Beskids occidentales, los Tatras y, a veces, las laderas orientales de los Sudetes. Dos centros de esquí operan en las laderas de la zona de Korbielow: el Centro de esquí Pilsko en Korbielow y Kolej Baba en Korbielow-Kamienna. En la década de 1990, se deforestaron más de 10 hectáreas de bosques para la construcción de pistas de esquí, lo que resultó en protestas de organizaciones ecologistas tanto de Polonia como de la antigua Checoslovaquia. La afluencia de turistas resultó en una tragedia en 1980, cuando un grupo de atletas con su entrenador se perdió, y cuatro hombres jóvenes murieron de hipotermia. Pilsko tiene un refugio PTTK, ubicado a la altura de 1.270 metros, cerca del cual hay un cruce de rutas turísticas.